# 骨造成
骨造成とは、痩せてしまった既存の骨に対し、自家骨、人工骨などを用いて骨を増幅させる術式。主に歯科の分野で、抜歯後、幅・高さがなくなってしまった顎骨に対し、骨を回復させインプラント、義歯などを安定させる為に行われる。

## 概要
顎骨に対する、自家骨を用いる方法としては、古くから腰付近の骨である腸骨から自分の骨を移植する方法がとられてきた。しかし、この術式は入院を要し、患者への負担が非常に大きい。そこで近年では人工骨、あるいは顎の骨の一部を用いて骨造成が行われる場合が多い。人工骨としては、ハイドロキシアパタイト、ベータTCP、炭酸カルシウムなどが用いられる。特定の構造からなる多孔質アパタイトはそれ自体に骨誘導能が存在し， その骨誘導能は骨濃度が1/300程度の希薄な懸濁液が含浸されることで強化される。
口腔内の骨造成は薄い歯肉と顎骨との間に人工骨を入れるため、歯肉が裂開し感染を起こすなど非常に難易度が高く、術者の技量に左右される。また使用される人工骨の性状も骨形成に大きく影響するとされている。古くから、顎骨の骨造成としてGBR法が普及されている。このGBR法は骨がある程度残存している条件で良い結果を残している。しかし、垂直的に広範囲に骨造成を行う際は限界がある。近年では、水平的・垂直的両方の骨造成を実現させる方法としては、小木曽誠・峯野誠司らが提唱したケーシング法によりそれが可能となっている。
外傷,腫瘍,外科的侵襲などによる骨欠損部また抜歯,義歯の長期装用などによる顎堤萎縮部の骨の回復治療に際して,これまでは二次的侵襲を伴うものの自家骨移植が最善の方法とされてきた1～3)。骨を用いない方法としては従来,骨親和性が良好で骨伝導能を有するアパタイトやリン酸三カルシウム(TCP)などのセラミックスによる人工骨が用いられてきた4～7)。しかし,これらの人工骨は移植床の骨との接合部で両者が結合するものの,人工骨のスペースが骨組織になるわけではない。骨欠損部への単なる補填材の応用には限界があり,真の骨再生を得るためには骨誘導能を生じさせる因子また素材の開発が必要である。この観点からさまざまな増殖因子の研究が行われ8～10),また骨髄幹細胞を用いた組織工学的手法による再生医療の研究が精力的に進められている11～13)。最近ではこれらの研究とは別に,特殊な構造の多孔質アパタイトには骨誘導能があることが報告されるようになった14～31)。
アパタイトは従来,骨伝導能は有するが骨誘導能はないとされてきた1～3)。しかし現在,連通する数百μmのマクロ気孔およびその気孔壁にも1μm以下～数μmの間隙を有する特殊な構造の多孔質アパタイトは,異所性においても骨組織形成能があると考えられている。この特殊構造多孔質ハイドロキシアパタイトの骨誘導能に関し,Ogisoら4)が行った,6mm立方サイズに生理食塩水のみを含浸した気孔率約85%の多孔質アパタイトを成犬の皮下脂肪組織に埋入した実験においては,ブロック内の一部に骨組織が形成されるものの形成の開始時期は埋入後6週程度と比較的遅く,骨組織形成発現部位が不規則であり,また12週にいたっても骨組織形成領域はブロック内の一部にとどまるとされている4)。この程度の骨組織形成能では臨床応用が難しいと考えられるが,この多孔体にわずかな量の微細骨粉を含浸させることでその骨誘導能が飛躍的に向上することが認められた4,5)。本実験で使用した気孔率約82%,圧縮強度約2.4 MPaの特殊構造多孔質ハイドロキシアパタイトブロックについても,先の報告と同様の方法による成犬背部皮下への埋入実験4,5)を行い,骨粉の有無によって骨様組織形成速度には差を認めるものの,形成量および構造に差は認められないことを確認している。臨床応用を考えた(28)口病誌2008,75/2121場合,骨 様組織がより早く形成されるため骨粉の含浸による骨誘導能の強化の意義は大きいと考えられる。
微細骨粉含浸多孔質アパタイトブロックの異所性骨形成に及ぼす栄養貫通孔の効果の実験では、高さ5mmブロック：ブロック内の骨形成範囲に関し，ブロックの種類による明確な差はいずれの移植期間においても特にみられなかった。②高さ10 mmブロック：ブロック内の骨形成はいずれも 4 週後からみられ経時的に拡大する。 しかしその拡大はプロック内の上・下端部で早期に進み， 中央レベルで最も遅れる。ブロックの骨形成は貫通孔が太いほど 早く進行し， 1 6週では中央レベル断面での骨形成率が 3mm 貫通孔のもので最も高いのに対し， 貫通孔をもたないもので最も低かった。 今回の実験では直径 3mmの貫通孔をもつブロックの骨形成が最も早くかつ広範囲であったが，その貫通 孔の太さに意味があるのか， ブロックの大きさに占める栄養 貫通孔の体積比率に意味があるのかについては， 今後検討を要する。
骨誘導能を有する多孔質アパタイトブロックの辺縁部骨形成は不安定であり，また小型ブロックの骨形成は困難とされている。演者は，多孔体内の骨芽細胞の分化は埋入後マクロ気孔壁にマクロファージが付着しそれらがやがて多核細胞となり，多核細胞が多数出現する領域内で生じることから，マクロファージまた多核細胞と気孔壁の相互関係で生じる因子群が骨芽細胞を分化させる可能性が高く，ブロック辺縁部また小型ブロックでは因子群が蓄積しやすい多孔質構造・環境が重要と考える。今回この推測を補強する実験結果を報告した。
実験の結果，ブロック内と周囲組織の連通性が高いとブロック辺縁部は骨形成不良となること，ケーシングは骨誘導能の低いブロックの骨形成を向上させることを認めた。

近年，増殖因子や間葉系幹細胞を用いた骨再生の研究が精力的に行われており，臨床においてもこれらの手法が使われ始めている．しかし，それらの手法の確実性また安全性などについては，いまだ不明な点が残されている．著者らは， これらの手法とは全く別に，さまざまな骨損傷後の治癒過程において既存骨から始まる新生骨の形成足が，既存骨の骨吸収誠に比べて圧倒的に多いことから，少品の骨から多星の骨を再生させうるのではないかと考えている本稿では，超微細骨粉を多孔質ハイドロキシアパタイトに含浸させた骨粉含浸多孔質ハイドロキシアパタイトブロックの，皮下脂肪組織への移植実験結果を報告する。
成犬腔骨より，  トレパンバーにて採骨した緻密骨片から， lµm以下を含むおおむね過半数が20µm以下の微細骨粉を作製し，この骨粉を同犬のPlatelet Poor Plasmaにて体積比率で100倍程度に希釈した．この骨粉懸濁液を，一辺が6mmのサイコロ状形態の高気孔率の多孔質ハイドロキシアパタイトブロックに含浸させ凝血した後，同犬背部皮下脂肪組織に移植した．用いた多孔質ハイドロキシアパタイトは気孔率が約85％で，200~500µmのマクロな気孔が連通しており，その気孔壁の構造が二次粒子相互間にlOµm以下のミクロな連通気孔が存在するタイプのプロックと，実質部が緻密でミクロ気孔をもたないタイプの両プロックを用いた移植後 2~10週後におけるプロック内の組織形成状態を検索した1,2)_その結果， ミクロ気孔を有する多孔質ハイドロキシアパタイトブロックでは，3週後にプロック片縁部の一部でマクロ気孔壁に沿って骨芽細胞の分化が開始され，4週後にはプロック周辺部の全域でマクロ気孔壁に沿って骨形成が進行しているとともに，気孔内にも細い骨の形成が認められたこのような気孔壁を基盤とした骨形成は6,8週とプロック内方に拡大し，8週ではプロックのほぽ全域が，骨形成域となった（図1).   このことは，プロックの形態に沿った骨形成が可能であることを示唆しているまた8週後のマクロ気孔の内側には，造血性細胞脂肪細胞，洞様毛細血管を含む骨髄が形成されている状態が観察された．それに対し， ミクロ気孔をもたない多孔質ハイドロキシアパタイトプロックでは，8週にいたっても骨形成がごく一部であるかもしくは認められなかった。
以上のことから特定の構造を有する多孔質ハイドロキシアパタイトが骨芽細胞の分化から骨組織形成までの重要な足場となっているとともに，骨粉含浸多孔質ハイドロキシアパタイトは骨再生・増殖のための医療用具になりうるものと考える．

人工歯根としてのTiimplantは,その表面にミクロンオーダーの微細な凹凸を付与することで骨親和性が向上し臨床応用も普及してきている。しかしこのようなTiの骨親和性をさらに向上させることを目的に,ハイドロキシアパタイト(以下HA)をコートする試みもさまざまに行われてきている。最近プラトンジャパン社から,従来のブラスト・酸処理による二相性凹凸表面をもつTiimplantに加え,そのimplant面にHAの薄膜を塗布熱分解法によりコートしたimplant1)が新たに製品化されている。このHA-coatedTiimplantはTiにまずCaTiO3がコートれさらにHAがコートされたもので,それぞれの厚さは約0.3μmおよび3μmとされている。そこで今回,著者らはこのHA薄膜が骨組織内においてどのような意義があるのかを動物実験により検討した。
アパタイトは従来,骨伝導能は有するが骨誘導能はないとされてきた1～3)。しかし現在,連通する数百μmのマクロ気孔およびその気孔壁にも1μm以下～ 数μmの間隙を有する特殊な構造の多孔質アパタイトは,異所性においても骨組織形成能があると考えられている。
この特殊構造多孔質ハイドロキシアパタイトの骨誘導能に関し,Ogisoら4)が行った,6mm立方サイズに生理食塩水のみを含浸した気孔率約85%の多孔質アパタイトを成犬の皮下脂肪組織に埋入した実験においては,ブロック内の一部に骨組織が形成されるものの形成の開始時期は埋入後6週程度と比較的遅く,骨組織形成発現部位が不規則であり,また12週にいたっても骨組織形成領域はブロック内の一部にとどまるとされている4)。この程度の骨組織形成能では臨床応用が難しいと考えられるが,この多孔体にわずかな量の微細骨粉を含浸させることでその骨誘導能が飛躍的に向上することが認められた。
外傷,腫瘍,外科的侵襲などによる骨欠損部また抜歯,義歯の長期装用などによる顎堤萎縮部の骨の回復治療に際して,これまでは二次的侵襲を伴うものの自家骨移植が最善の方法とされてきた。骨を用いない方法としては従来,骨親和性が良好で骨伝導能を有するアパタイトやリン酸三カルシウム(TCP)などのセラミックスによる人工骨が用いられてきた。しかし,これらの人工骨は移植床の骨との接合部で両者が結合するものの,人工骨のスペースが骨組織になるわけではない。骨欠損部への単なる補填材の応用には限界があり,真の骨再生を得るためには骨誘導能を生じさせる因子また素材の開発が必要である。この観点からさまざまな増殖因子の研究が行われ,また骨髄幹細胞を用いた組織工学的手法による再生医療の研究が精力的に進められている。最近ではこれらの研究とは別に,特殊な構造の多孔質アパタイトには骨誘導能があることが報告されるようになった。

アパタイトは従来,骨伝導能を有するものの,骨誘導能はないとされてきた。しかし,連通する数百μmのマクロ気孔をもつとともにその気孔壁にも1μm以下～ 数μmのミクロ気孔を有する特殊な構造の多孔質アパタイトは異所性においても骨組織形成能があり,特にミクロ気孔の分布が重要と考えられている。この多孔質アパタイトの骨誘導能に関し,著者らが行った6mm立方サイズで気孔率約85%の多孔質アパタイトを犬の皮下脂肪組織に埋入した実験では,ブロック内の骨形成の開始は移植後6週程度と比較的遅いとともに骨形成発現部位が不規則で,また12週にいたっても骨形成はブロック内方域の一部にとどまる)。Havibovicらの報告もこれに準じている。この程度の骨形成能ではその臨床応用が難しい。しかし,この多孔体にわずかな量の微細骨粉を含浸させることでその骨誘導能が飛躍的に向上することが認められた。